# オールスター春秋の祭典スペシャル
オールスター春秋の祭典スペシャル（おーるすたーはる(あき)のさいてんすぺしゃる）は1967年春から1982年秋までフジテレビ系列で放送された特番である。

## 概要

### 1967年春～1977年度
- 1967年3月3日にフジテレビ開局8周年記念番組『世紀のバラエティ』として開始。そして2年後の1969年3月2日に、当時平日昼で放送されていた『お昼のゴールデンショー』に因み、『世紀のゴールデンショー』として再開、その後同年12月31日に大晦日特番「世紀の祭典」というタイトルに変更、日劇からの中継形式で放送された（この頃の司会は各回の構成によって異なっていたが主に高峰三枝子、前田武彦、芳村真理、小川宏、小林大輔、堺正章、井上順らが担当）。そして翌1970年からは毎年3月の『テレビグランドスペシャル』（以降「グラスペ」と表記）や『火曜ワイドスペシャル』（同「ワイスペ」と表記）に放送（例外も有り）。内容は大物俳優・歌手などが集結して歌謡ショーなどが中心だった。
- 1975年からは秋にも、各番組の出演者たちが出演する期首特番として、ザ・ドリフターズらが出演する『秋だ目玉だ!ドーンと大放送』と、ドリフとコント55号がメインの『欽ちゃん・二郎さん・Oh〜ドリフ!秋だ目玉だ大進撃』（1976年）を放送、そして1977年には春のみ、『スターどっきり㊙報告』を母体とした『オールスターどっきり!爆笑!大行進』を放送、『どっきり』司会（キャップ）の三波伸介と、子役の斎藤こず恵が司会を務めた。

### 1978年春からFNS番組出演者が集結
- 1978年春から『オールスター春（秋）の祭典スペシャル』に変更、同時にフジテレビ・FNS系列の人気番組・新番組の出演者が集まる格好となる。当初は『どっきり』や踊り、かくし芸などの複合番組だったが、やがて歌合戦番組に変更（司会は三波伸介のほか、坂上二郎・井上順）、そして1980年春より『オールスター家族対抗歌合戦』が主体となり、完全に番組対抗歌合戦のみに変更、この時の司会は「～家族対抗歌合戦」と同様、萩本欽一と坂下裕子であり、審査員も「～家族対抗歌合戦」のレギュラー審査員である古関裕而・水の江滝子・近江俊郎・立川清登・ダン池田が担当した[1]。またオープニングも「～家族対抗歌合戦」同様、「ドレミの歌」[2]をバックに参加者が入場した。
- 改編期での番組出演者が集結した番組は1975年春の「20年だョ!全員集合」（同年秋以降の「4・10月だョ!全員集合」）が最初。
- 出演番組はドラマやバラエティが圧倒的に多く、アニメは1981年春の『新竹取物語 1000年女王』、1982年春の『Dr.スランプ アラレちゃん』（小山茉美、内海賢二ほか）の2番組が出演、現在も続く『サザエさん』は元より、当時継続中の『タイムボカンシリーズ』と『世界名作劇場』は1本も参加しなかった[3]。
- また『春秋の祭典』初回の1978年では、『土曜グランドスペシャル』が参加、唯一の単発特別番組枠が出演したが、出演したのは同番組で中継される試合などに出演する女子野球チーム「ニューヤンキース」だった。

### 「なるほど!ザ・春秋の祭典」へ完全移行
- 1981年からは内容を変更、番組対抗歌合戦は春のみの開催で、秋は別物で開催する事となり、1981年はバラエティを中心に、司会も逸見政孝と田丸美寿々の両アナ（当時）に、『笑ってる場合ですよ!』からB&Bとツービートが参加。1982年秋はクイズ形式で、司会も初期に担当した小川宏が復帰、また『オレたちひょうきん族』の山村美智子（現：美智）と『なるほど!ザ・ワールド』の益田由美といった（当時の）女性アナが加わった[4]。
- 1983年春に当時、人気・視聴率が急上昇していた『なるほど!ザ・ワールド』をメインに据え、『春秋の祭典なるほど!ザ・ワールドスペシャル』がスタートする形になった為、20年以上続いた番組は発展的に終了。
- その後、1984年秋からは『FNS番組対抗!なるほど!ザ・春秋の祭典スペシャル』に改題した。以降、2009年秋まで参加番組は回によっては増減など、ありながらも「春秋の祭典スペシャル」は続き、一時は途切れたものの2017年秋から『FNS番組対抗!オールスター春秋の祭典スペシャル』がスタートし、『笑っていいとも!春・秋の祭典スペシャル』以来途切れていたフジテレビ伝統の『FNS番組対抗!春秋の祭典スペシャルシリーズ』が8年ぶりに復活することになった。[5]

## 放送時間
| 放送年月日                                        | 放送時間（JST）   | 放送枠   | 備考                       |
| ------------------------------------------------- | ----------------- | -------- | -------------------------- |
| 世紀のバラエティ                                  |                   |          |                            |
| 1967年3月3日                                      | 金曜20:00 - 21:56 | （なし） |                            |
| 世紀のゴールデンショー                            |                   |          |                            |
| 1969年3月2日                                      | 日曜19:00 - 20:56 | （なし） |                            |
| 世紀の祭典                                        |                   |          |                            |
| 1969年12月31日                                    | 水曜19:00 - 20:56 | （なし） | 唯一の年末特番             |
| 1970年3月5日                                      | 木曜20:00 - 21:26 | 木スペ   |                            |
| 1971年3月5日                                      | 木曜20:00 - 21:26 | グラスペ | サンケイホールより中継録画 |
| 1972年3月6日                                      | 木曜20:00 - 21:26 | グラスペ |                            |
| 1973年3月6日                                      | 火曜20:00 - 21:26 | ワイスペ |                            |
| 74世紀の祭典 オールスター開局記念紅白歌合戦       |                   |          |                            |
| 1974年3月1日                                      | 金曜19:00 - 20:55 | （なし） | 東京宝塚劇場より生中継     |
| '75世紀の祭典                                     |                   |          |                            |
| 1975年3月4日                                      | 火曜20:00 - 21:25 | ワイスペ | 中野サンプラザより中継録画 |
| 秋だ目玉だ!ドーンと大放送                         |                   |          |                            |
| 1975年9月30日                                     | 火曜20:00 - 21:25 | ワイスペ | [ 7 ] [ 8 ]                |
| オールスター世紀の祭典                            |                   |          |                            |
| 1976年3月2日                                      | 火曜20:00 - 21:24 | ワイスペ |                            |
| 欽ちゃん・二郎さん・Oh〜ドリフ!秋だ目玉だ大進撃!! |                   |          |                            |
| 1976年9月28日                                     | 火曜20:00 - 21:24 | ワイスペ |                            |
| オールスターどっきり!爆笑!大行進                  |                   |          |                            |
| 1977年4月1日                                      | 金曜19:30 - 19:45 | （なし） | [ 9 ]                      |
| 1977年4月1日                                      | 金曜20:00 - 20:54 | （なし） | [ 9 ]                      |
| オールスター春（秋）の祭典スペシャル              |                   |          |                            |
| 1978年4月3日                                      | 月曜19:00 - 21:48 | （なし） |                            |
| 1978年10月10日                                    | 火曜19:30 - 21:24 | ワイスペ | [ 10 ]                     |
| 1979年4月9日                                      | 月曜19:00 - 21:48 | （なし） | [ 11 ]                     |
| 1979年10月1日                                     | 月曜19:00 - 20:54 | （なし） |                            |
| 1980年3月31日                                     | 月曜19:00 - 21:48 | （なし） |                            |
| 1981年3月30日                                     | 月曜19:00 - 21:48 | （なし） |                            |
| 1981年9月28日                                     | 月曜19:00 - 20:54 | （なし） |                            |
| 1982年3月29日                                     | 月曜19:00 - 20:54 | （なし） |                            |
| 1982年9月27日                                     | 月曜19:00 - 20:54 | （なし） |                            |

中期はおおむね『ワイスペ』で放送されていたが、『春秋の祭典』になってからは『4・10月だョ!』との重複を避けるため、月曜日に定着した。これは後身の『なるほど』にも受け継がれる。

## 「春秋の祭典スペシャル」以降の出場チーム（1978年春 - 1982年秋）

### 1978年
春の祭典
- 放送日：1978年4月3日月曜日
- 放送時間：19:00 - 21:48

| 出場番組                                  | 出場者 | 備考   |
| ----------------------------------------- | --- | ------ |
| 小川宏ショー                              | 小川宏、露木茂、三上彩子 |        |
| ママとあそぼう!ピンポンパン               | 酒井ゆきえ（おねえさん）、坂本新兵（しんぺいちゃん）、金森勢（おにいさん）、石村治樹（ガンちゃん）、カータン（スーツアクター・声：大竹宏）、ドラねこブチャ（声：富山敬）、ワンダー・ワンタン（声：富田耕生）、杉並児童合唱団、ビッグ・マンモス | [ 12 ] |
| ひらけ!ポンキッキ                         | 高橋愛美（おねえさん）、ガチャピン、ムック、はせさん治（おにいさん）、パンチョ加賀美（おにいさん）、のこいのこ | [ 12 ] |
| スター千一夜                              | 関口宏、志垣太郎 |        |
| プロ野球ニュース                          | 佐々木信也 |        |
| 女子プロレス 真赤な青春                   | ビューティ・ペア |        |
| 土曜グランドスペシャル                    | ニューヤンキース | [ 13 ] |
| ゴールデン洋画劇場                        | 高島忠夫 |        |
| 土曜劇場『魂の試される時』                | 十朱幸代、清水健太郎、原田美枝子、山内恵美子 |        |
| オールスター家族対抗歌合戦                | 萩本欽一、坂下裕子、古関裕而、近江俊郎、水の江滝子、立川清登、ダン池田 |        |
| 12時開演!                                 | 桂三枝（現：六代目文枝）、東八郎、春日三球・照代、青空球児・好児、近石真介、ジョージ・シロー、宮尾すすむ、岡崎ひとみ |        |
| スターどっきり㊙報告（第1期）             | 三波伸介、小野ヤスシ、宮尾すすむ、高橋基子、千葉紘子、角川博、新沼謙治 |        |
| 平岩弓枝ドラマシリーズ『女の家庭』        | 山本陽子、児玉清、大村崑 |        |
| 同心部屋御用帳 江戸の旋風 （第3シリーズ） | 小林桂樹、露口茂、古谷一行、岡江久美子、名取裕子、左とん平、小松政夫、東野英心、梅津栄、吉沢カズオ、加山雄三 | [ 14 ] |
| 江戸の渦潮                                | 小林桂樹、露口茂、古谷一行、岡江久美子、名取裕子、左とん平、小松政夫、東野英心、梅津栄、吉沢カズオ、加山雄三 | [ 14 ] |
| 火10ドラマ『忘れがたき日々』              | 三田佳子、黒沢年雄、篠ひろ子、井上孝雄 |        |
| キンカン素人民謡名人戦                    | 鈴木ヤスシ、小林節子、佐藤松子 |        |
| 新・座頭市（第2シリーズ）                 | 勝新太郎、倍賞美津子 |        |
| 銭形平次（二代目大川橋蔵版）              | 二代目大川橋蔵、香山美子、林家珍平、遠藤太津朗、滝信一、春日三球・照代 |        |
| ミュージックフェア                        | 長門裕之、南田洋子 |        |
| ズバリ!当てましょう（第2期）              | 泉大助、ザ・リリーズ、あかはゆき |        |
| 続あかんたれ                              | 志垣太郎、小山明子、土田早苗、生田悦子、石井均 |        |
| 唄子・啓助のおもろい夫婦                  | 京唄子・鳳啓助 |        |
| お昼のテレビ小説『かあちゃんの勲章』      | 川津祐介、浜田光夫、佐野アツ子 |        |
| ライオン奥様劇場『ぼくどうしたらいいの』  | 東山明美、佐々木剛 |        |
| 相性診断!あなたと私はピッタンコ           | 泉ピン子 |        |
| クイズDEデート                            | 桂三枝（六代目文枝）、木原美知子 |        |
| ラブラブショー                            | 芳村真理 |        |
| クイズグランプリ                          | 小泉博 |        |
| 凡児の娘をよろしく                        | 西条凡児 |        |
| 夜のヒットスタジオ                        | 芳村真理、井上順、山口百恵、ピンク・レディー、郷ひろみ |        |
| 紅白ものまね歌合戦                        | 坂上二郎、あのねのね、輪島功一、龍虎、角川博 | [ 15 ] |

（『読売新聞 縮刷版』読売新聞社、1978年4月3日、74頁。）
秋の祭典
- 放送日：1978年10月10日火曜日
- 放送時間：19:30 - 21:24

### 1979年
春の祭典
- 放送日：1979年4月9日月曜日
- 放送時間：19:00 - 21:48

| 出場番組                                        | 出演者                                                         | 備考   |
| ----------------------------------------------- | -------------------------------------------------------------- | ------ |
| 平岩弓枝ドラマシリーズ 『日本のおんなシリーズ』 | 若尾文子、吉永小百合、山口百恵、小川眞由美、山本陽子、十朱幸代 |        |
| ゴールデン洋画劇場                              | 高島忠夫                                                       |        |
| 新・座頭市（第3シリーズ）                       | 勝新太郎、金沢明子                                             |        |
| ドリフ大爆笑                                    | ザ・ドリフターズ                                               | [ 16 ] |
| スターどっきり生放送                            | 三波伸介                                                       |        |
| ライオン奥様劇場『私は逃げない』                | 市毛良枝                                                       |        |
| 銭形平次（二代目大川橋蔵版）                    | 二代目大川橋蔵、林家珍平                                       |        |
| じょっぱり                                      | 片平なぎさ、小山明子                                           |        |
| 小川宏ショー                                    | 小川宏、露木茂、加賀富美子                                     |        |
| キンカン素人民謡名人戦                          | 鈴木ヤスシ                                                     |        |
| 3時のあなた                                     | 森光子、坪内ミキ子、加茂さくら                                 |        |
| オールスター家族対抗歌合戦                      | 萩本欽一、古関裕而、近江俊郎、水の江滝子、立川清登、ダン池田   |        |
| 土曜劇場『家族サーカス』                        | 国広富之、金田賢一、藤真利子                                   |        |
| 江戸の激斗                                      | 小林桂樹、名高達雄、柴俊夫、石橋正次                           |        |
| ズバリ!当てましょう（第2期）                    | 泉大助、酒井ゆきえ、鈴木ヒロミツ、辺見マリ                     |        |
| ミュージックフェア                              | 南田洋子                                                       |        |
| ゴールデンドラマシリーズ『陽はまた昇る』        | 加藤剛、勝野洋                                                 |        |
| 刑事鉄平                                        | 西郷輝彦                                                       |        |
| 全国縦断紅白歌合戦                              | 関口宏、秋野暢子                                               |        |
| 夜のヒットスタジオ                              | 芳村真理、井上順                                               |        |
| スター千一夜                                    | 坂本九                                                         |        |
| ママとあそぼう!ピンポンパン                     | 大野かおり（現：大野香菜。おねえさん）                         |        |
| ひらけ!ポンキッキ                               | 高橋愛美（おねえさん）                                         |        |
| メガロマン                                      | メガロマン                                                     |        |
| お昼のテレビ小説『朝ごはんぬき?』               | 園佳也子                                                       |        |
| ハイ!土曜日です                                 | 古城都                                                         |        |
| 満員御礼!三波伸介一座                           | 三波伸介、由利徹、林与一、沢田雅美                             |        |

（『読売新聞 縮刷版』読売新聞社、1979年4月9日、339頁。）
秋の祭典
- 放送日：1979年10月1日月曜日
- 放送時間：19:00 - 20:54

### 1980年
春の祭典
- 放送日：1980年3月31日月曜日
- 放送時間：19:00 - 21:48

秋の祭典は行われず。

### 1981年
春の祭典
- 放送日：1981年3月30日月曜日
- 放送時間：19:00 - 21:48

| 出場番組                         | 出場者 | 結果 | 備考   |
| -------------------------------- | --- | ---- | ------ |
| 笑ってる場合ですよ!              | B&B（島田洋七・島田洋八）、紳助・竜介（島田紳助・松本竜介）、ツービート（ビートたけし・ビートきよし）、ザ・ぼんち（ぼんちおさむ・里見まさと）、春風亭小朝                   |      |        |
| 小川宏ショー                     | 小川宏、頼近美津子 |      |        |
| 火10ドラマ『闇を斬れ』           | 天知茂 |      |        |
| 江戸の用心棒                     | 古谷一行、夏木勲、田中健 |      |        |
| ママとあそぼう!ピンポンパン      | 井上佳子（現：本間淳子、おねえさん）、坂本新兵（しんぺいちゃん）、宮澤芳春（おにいさん）、石村治樹（ガンちゃん）、カータン（スーツアクター・声 - 大竹宏）、ビッグ・マンモス |      | [ 17 ] |
| スポーツ番組解説者               | |      |        |
| 平岩弓枝ドラマシリーズ『女の座』 | |      |        |
| 愛のホットライン                 | 加山雄三 |      |        |
| 翔んだライバル                   | 柳沢慎吾 |      |        |
| 新竹取物語 1000年女王            | |      |        |
| やらいでか!                      | |      |        |
| 唄子・啓助のおもろい夫婦         | 京唄子・鳳啓助 |      |        |
| 3時のあなた                      | 森光子、寺島純子（現：富司）、うつみ宮土理 |      |        |

秋の祭典
- 放送日：1981年9月28日月曜日
- 放送時間：19:00 - 20:54

| 出場番組                     | 出場者           |
| ---------------------------- | ---------------- |
| 銭形平次（二代目大川橋蔵版） | 二代目大川橋蔵   |
| 夜のヒットスタジオ           | 井上順、芳村真理 |
| ズバリ!当てましょう（第2期） | 石坂浩二         |
| 意地悪ばあさん               | 青島幸男         |

### 1982年
春の祭典
- 放送日：1982年3月29日月曜日
- 放送時間：19:00 - 21:48

| 出場番組                      | 出場者 | 結果 | 備考   |
| ----------------------------- | --- | ---- | ------ |
| 銭形平次（二代目大川橋蔵版）  | 二代目大川橋蔵、香山美子 |      |        |
| おはよう!ナイスデイ           | 田丸美寿々 |      |        |
| 意地悪ばあさん（ドラマ第2作） | 青島幸男、河原崎長一郎、坪内ミキ子、田崎哲也、三波豊和、白石まるみ、イッセー尾形                                                                    |      | [ 18 ] |
| アイアイゲーム                | 山城新伍、せんだみつお、芹沢博文、中尾ミエ |      |        |
| 笑顔泣き顔ふくれ顔            | |      |        |
| スターどっきり㊙報告（第2期） | 三波伸介、小野ヤスシ、片岡鶴太郎、みのもんた |      |        |
| Dr.スランプ アラレちゃん      | 小山茉美（則巻アラレ役）、内海賢二（則巻千兵衛役）、向井真理子（山吹みどり役）、古川登志夫（空豆タロウ役）、杉山佳寿子（木緑あかね / 皿田きのこ役） |      |        |
| なるほど!ザ・ワールド         | 愛川欽也、楠田枝里子 |      |        |

秋の祭典
- 放送日：1982年9月27日月曜日
- 放送時間：19:00 - 20:54

| 出場番組                      | 出場者                         | 結果 | 備考 |
| ----------------------------- | ------------------------------ | ---- | ---- |
| 意地悪ばあさん（ドラマ第2作） | 青島幸男、坪内ミキ子、三波豊和 |      |      |
| なるほど!ザ・ワールド         |                                |      |      |
| おまかせください              |                                |      |      |
| とびだせものまね大作戦        | 坂上二郎、あのねのね、小池聡行 |      |      |
| スペースコブラ                |                                |      |      |
| ドリフ大爆笑                  |                                |      |      |
| 小川宏のなんでもカンでも!     |                                |      |      |
| 暁に斬る!                     |                                |      |      |
| クイズ!知っテレQ              |                                |      |      |
| Dr.スランプ アラレちゃん      |                                |      |      |
| ムツゴロウとゆかいな仲間たち  |                                |      |      |
| 嫁の座                        |                                |      |      |
| 夜のヒットスタジオ            |                                |      |      |
| プロ野球ニュース              |                                |      |      |
| パンチDEデート                |                                |      |      |

## この期間にあった他局にあった番組出演者による番組
- TBS系列
  - 20年だョ!全員集合（1975年春）
  - 4・10月だョ!全員集合（1975年秋～1985年春）
  - 超豪華!番組対抗かくし芸（1980年～1984年 新春特番）
- 日本テレビ系列
  - 日本テレビ番組対抗歌合戦!!（1977年・1978年 いずれも新春特番）
  - 番組対抗かくし芸大会（1979年～1987年 1月1日）
  - '81秋・全番組総出演!激唱!!オールスター（1981年秋）
  - オールスター番組対抗クイズ“WHAT!!”（1982年春）
- テレビ朝日系列
  - 春だヨ!番組対抗オールスター爆笑ゲーム大会（1978年春）
  - オールスター番組対抗ボウリング大会（1979年秋～1987年春）